# Elecciones provinciales de San Juan de 1950
Las elecciones generales de la provincia de San Juan de 1950 tuvieron lugar el domingo 22 de enero del mencionado año con el objetivo de renovar los cargos de Gobernador y Vicegobernador, así como las 31 bancas de la Legislatura Provincial. Fueron las undécimas elecciones desde la instauración del sufragio secreto, y las últimas en las que solamente votaron solamente los hombres. Los cargos electos cumplirían un mandato acortado de dos años hasta el 4 de junio de 1952, debido a la reforma constitucional argentina de 1949.
El gobernador Ruperto Godoy se presentó a la reelección por el Partido Peronista (PP), oficialista a nivel provincial y nacional, y obtuvo un aplastante triunfo con el 64.39% de los votos contra el 29.60% de Juan Pascual Pringles, de la Unión Cívica Radical (UCR), que logró incrementar considerablemente su caudal de votos luego de haber quedado en cuarto lugar en la anterior elección. No así el Partido Demócrata Nacional (PDN), que obtuvo solo el 3.68% de los votos, con Oscar Correa Arce como candidato. Remberto Baca, del Partido Socialista (PS), obtuvo el 2.33% restante. El Partido Comunista (PCA) fue inhabilitado para presentarse en la elección, bajo el argumento de que "se regía por las reglas del Kremlin".
Con respecto al plano legislativo, el peronismo conservó el control de dos tercios de la legislatura con 23 de los 31 escaños, obteniendo el radicalismo los 8 restantes y monopolizando la representación opositora. La participación fue del 82.93% del electorado registrado.
Godoy no logró asumir su segundo mandato ya que falleció el 30 de mayo, unos días antes, siendo sucedido por el vicegobernador reelecto Elías Amado.

## Resultados
|  | 64.39 % |

|  | 29.60 % |

|  | 3.68 % |

|  | 2.33 % |

|  | 96.84 % |

|  | 2.94 % |

|  | 0.22 % |

|  | 100.00 % |

|  | 82.93 % |